# (59232) Sfiligoi
(59232) Sfiligoi est un astéroïde de la ceinture principale.

## Description
(59232) Sfiligoi est un astéroïde de la ceinture principale. Il fut découvert le 6 février 1999 à Farra d'Isonzo par l'observatoire astronomique de Farra d'Isonzo. Il présente une orbite caractérisée par un demi-grand axe de 2,42 UA, une excentricité de 0,20 et une inclinaison de 10,0° par rapport à l'écliptique.

## Compléments